# یوهان دمونسی
یوهان دمونسی (انگلیسی: Yohan Demoncy؛ زادهٔ ۷ آوریل ۱۹۹۶) بازیکن فوتبال اهل فرانسه است.